# Sophronica venzoi
Sophronica venzoi là một loài bọ cánh cứng trong họ Cerambycidae.